# Lê Trung Trung
Lê Trung Trung – południowowietnamski kolarz szosowy.
Brał udział w igrzyskach olimpijskich w 1956 (Melbourne). Startował w wyścigu indywidualnym, którego nie ukończył. Niesklasyfikowany został też w jeździe drużynowej.